# 사랑하는 여인들
《사랑하는 여인들》(영어: Women in Love)은 1969년 개봉한 영국의 로맨틱 드라마 영화이다. 켄 러셀이 감독을 맡았으며, D. H. 로런스의 동명 소설이 영화의 원작이다.

## 줄거리
1920년 잉글랜드 미들랜즈의 광산 마을 벨도버를 배경으로 한다. 두 자매 어슐라와 구드룬 브랭궨은 마을의 부유한 광산 소유주 토머스 크라이치의 딸 로라가 해군 장교 티비 럽턴과 결혼하는 날, 결혼에 대한 이야기를 나누며 결혼식장으로 향한다. 교회에서 자매는 각각 다른 하객에게 관심을 갖는데, 구드룬은 로라의 오빠 제럴드에게, 어슐라는 제럴드의 친구 루퍼트 버킨에게 끌린다. 어슐라는 교사이고 루퍼트는 장학사로, 어슐라는 루퍼트가 그녀의 수업을 방문했던 일을 기억한다.
이후 네 사람은 부유한 여성 허마이어니 로디스의 저택에서 열린 파티에서 다시 만나게 된다. 허마이어니는 손님들의 여흥을 위해 러시아 발레 스타일의 무용을 창안하지만 루퍼트는 그녀의 허세에 짜증이 나서 피아노 연주자에게 래그타임 음악을 연주하라고 지시한다. 이는 즉흥적인 춤판으로 이어지고, 허마이어니는 자리를 박차고 나가 버린다. 그녀는 분노 속에 루퍼트의 머리를 유리 문진으로 내리치고, 루퍼트는 비틀거리며 숲으로 향해 옷을 벗고 방황한다.
마을 주민 다수가 초대를 받은 크라이치가의 연례 소풍에서 어슐라와 구드룬은 외진 곳으로 빠져나가 각자의 방식으로 자유를 만끽한다. 구드룬은 하일랜드 캐틀 소떼 앞에서 춤을 추고, 어슐라는 “I'm Forever Blowing Bubbles”를 부른다. 이를 목격한 제럴드는 구드룬의 행동을 이해할 수 없다며 비난하지만, 이내 그녀를 사랑한다고 고백한다. 한편 어슐라와 루퍼트는 사랑과 죽음에 대해 이야기하며 자연 속에서 사랑을 나눈다. 그러나 이 소풍은 로라와 티비가 호수에서 수영 중 익사하는 비극으로 끝이 난다.
어느 날 루퍼트는 제럴드에게 일본식 씨름을 제안하고 둘은 불빛 아래에서 씨름을 한다. 루퍼트는 이 신체적 교감을 즐거워하지만 제럴드는 같은 남성과 깊은 정서적 유대를 나누길 원하는 루퍼트를 이해하지 못한다. 어슐라와 루퍼트는 결혼을 결심하고, 구드룬과 제럴드는 계속 만남을 이어간다. 아버지의 병환과 사망으로 지친 제럴드는 어느 밤 구드룬의 방을 찾아와 함께 밤을 보내고, 새벽에 조용히 떠난다.
어슐라와 루퍼트가 결혼한 후 제럴드는 크리스마스를 맞아 네 사람이 함께 알프스로 떠날 것을 제안한다. 여관에서 구드룬은 게이 독일인 조각가 뢰르케와 교류하며 폭력이 예술 창조에 필수적이라는 그의 사상에 매료된다. 구드룬의 태도에 불안과 질투를 느끼던 제럴드는 결국 감정을 통제하지 못하고 그녀를 목졸라 죽이려고 시도한다. 도중 이를 그만둔 그는 홀로 차가운 눈이 덮인 산속으로 떠나 자살하여 죽음을 맞는다. 영국으로 돌아온 루퍼트는 제럴드의 죽음을 슬퍼한다. 어슐라는 사랑의 종류는 하나뿐이라고 말하지만, 루퍼트는 남녀 간의 사랑 외에 또 다른 본질적이고 영원한 유대가 있다고 조용히 답한다.

## 출연진
- 앨런 베이츠 - 루퍼트 버킨 역
- 올리버 리드 - 제럴드 크라이치 역
- 글렌다 잭슨 - 구드룬 브랭궨 역
- 제니 린든 - 어슐라 브랭궨 역
- 엘리너 브론 - 허마이어니 로디스 역
- 앨런 웨브 - 토머스 크라이치 역
- 제임스 로런슨 - 목사 역
- 캐서린 윌머 - 크리스티아나 크라이치 부인 역
- 피비 니컬스 - 위니프리드 크라이치 역
- 샤론 거니 - 로라 크라이치 역
- 크리스토퍼 게이블 - 티비 럽턴 역
- 마이클 고프 - 톰 브랭궨 씨 역
- 노마 셔비어 - 브랭궨 부인 역
- 마이클 개럿 - 지휘자 역
- 리처드 헤퍼 - 뢰르케의 친구 역
- 마이클 그레이엄 콕스 - 파머 역
- 블라덱 셰이벌 - 뢰르케 역
- 니케 아리기 - 백작 부인 역

## 기타 제작진
- 공동 제작: 마틴 로즌
- 협력 제작: 로이 베어드
- 의상: 셜리 러셀